# Gordon Cooper
Leroy Gordon "Gordo" Cooper Jr. (Shawnee, 6 de março de 1927 – Ventura, 4 de outubro de 2004) foi um astronauta norte-americano e o mais jovem integrante do grupo de sete pilotos selecionados para o Projeto Mercury, o pioneiro programa espacial dos Estados Unidos criado em fins dos anos 1950. Foi ao espaço em duas missões espaciais, na Mercury-Atlas 9, a última deste projeto, sendo o primeiro americano a passar mais de 24 horas no espaço, a dormir em órbita e o último a fazer um voo solo, e na Gemini V, do projeto Gemini, quando se tornou o primeiro dos astronautas a realizar dois voos espaciais orbitais. Veterano da Segunda Guerra Mundial quando integrou o US Marine Corps, era também engenheiro aeroespacial, piloto de caça, piloto de testes e oficial da Força Aérea dos Estados Unidos.

## Biografia
Cooper nasceu no Oklahoma e fez seus primeiros estudos básicos em Shawnee, sua cidade natal. Seus pais, Cooper Sr e Hattie Lee Cooper, possuíam um biplano  Command-Aire  e ele aprendeu a voar desde a infância. Não-oficialmente, ele teria feito seu primeiro voo solo aos 12 anos e conquistou sua habilitação como aviador civil aos 16, num Piper J-3 Cub. A família se mudou para Murray, no Kentucky, quando seu pai foi chamado de volta para o serviço militar e ele se formou na escola secundária da cidade em junho de 1945. Quando soube que as escolas de voo da Força Aérea e da Marinha não estavam aceitando mais candidatos, ele se alistou no Corpo de Fuzileiros mas a guerra terminou antes dele ser designado para a ação no Pacífico. Ele foi designado para a Escola Preparatória da Academia Naval como suplente para uma vaga na Academia Naval dos Estados Unidos em Annapolis, Maryland, mas o primeiro indicado foi aceito e Cooper foi enviado para serviço de guarda em Washington. Ele estava servindo na Guarda de Honra Presidencial quando foi dispensado do Corpo de Fuzileiros Navais em 1946. 
Ele foi viver com os pais no Havaí, onde cursou a Universidade do Havaí e comprou seu próprio monomotor Piper J-3 Cub. Lá ele conheceu sua primeira esposa, Trudy Olson, num clube de voo local, também uma piloto ativa e futuramente a única esposa de astronautas do projeto Mercury com uma licença de pilotagem de aeronaves. Os dois se casaram em Honolulu em 1947, ambos com 20 anos de idade.
Ativo no Reserve Officers' Training Corps (ROTC), um programa universitário que forma o Corpo de Oficiais da Reserva, em 1949 foi designado como segundo-tenente do exército, conseguindo transferência para a Força Aérea em setembro daquele ano e foi treinado em aviões T-6 Texan. Transferido para a Alemanha Ocidental em 1950, voou em jatos F-84 Thunderjet e F-86 Sabre por quatro anos. De volta aos Estados Unidos, se formou em engenharia aeroespacial em 1956. Durante os estudos no Air Force Institute of Technology AFIT ele conheceu Gus Grisson — futuro companheiro no projeto Mercury — e os dois se tornaram bons amigos, chegando a sair ilesos de um acidente de avião quando o  Lockheed T-33  que Cooper pilotava perdeu potência durante a decolagem e caiu no fim da pista, pegando fogo, mas os dois conseguiram escapar. Cooper e Grisson cursaram a prestigiada Escola de Pilotos de Teste da Força Aérea dos Estados Unidos na Base Aérea de Edwards, na Califórnia, e nela se graduou como pilotos de teste pilotando diversos jatos de treinamento e de combate. Quando deixou a Força Aérea tinha acumulado mais de 2 000 horas de voo, 1 600 delas em caças a jato.

### NASA
Em janeiro de 1959, Cooper recebeu ordens inesperadas de se apresentar em Washington D.C., sem indicação do que se tratava. Seu comandante, porém, lembrou-se de uma notícia no jornal sobre um contrato feito entre o governo e a McDonnell Douglas para a construção de uma cápsula espacial e o aconselhou a não ser voluntário para treinamento de astronauta. Em 2 de fevereiro, ele participou de uma reunião da NASA sobre o projeto Mercury e a parte que os astronautas tomariam nele. Participou então do processo de seleção com mais 109 pilotos  e não ficou surpreso quando foi aceito, o mais novo entre os primeiros sete astronautas norte-americanos.
Durante as entrevistas realizadas com os candidatos, Cooper foi perguntado sobre suas relações domésticas e ele mentiu dizendo que tinha um casamento estável e feliz. Na verdade sua relação com a esposa Trudy não mais existia; ela o havia deixado quatro meses antes ao descobrir uma relação extra-conjugal dele com uma mulher casada, e estava vivendo sozinha com as duas filhas do casal em San Diego, enquanto ele ocupava um apartamento de solteiro em Edwards. Sabendo que a NASA queria projetar uma imagem pública de família feliz e marido amoroso sobre seus astronautas, e que sua história não demoraria a ser descoberta quando fosse investigada, ele procurou a esposa em San Diego. Atraída pela perspectiva de viver uma grande aventura para ela e suas filhas sendo a família de um astronauta, Trudy concordou em levar adiante a mentira e voltar para o marido, fingindo que eles eram um casal feliz.

#### Mercury
A identidade dos astronautas do projeto Mercury foi revelada numa grande entrevista de imprensa em Washington em 9 de abril de 1959: Gordon Cooper, Gus Grisson, John Glenn, Scott Carpenter, Alan Shepard, Walter Schirra e Donald Slayton. Cada um deles foi designado para trabalhar numa parte específica do programa. Cooper se especializou no foguete Redstone, que faria o primeiro voo suborbital e participou do Comitê de Saída de Emergência, responsável por elaborar procedimentos de escape de emergência da plataforma de lançamento. Ele serviu como Comunicador com a Capsula (CAPCOM) dos dois primeiros voos suborbitais, com Shepard e Grisson, e foi piloto-reserva de Wally Schirra, o quinto deles a ir ao espaço na Mercury-Atlas 8; com Donald Slayton proibido de voar por causa de um problema de arritmia cardíaca descoberta já durante o andamento dos voos, ele era o único dos Mercury Seven que ainda não tinha ido ao espaço.

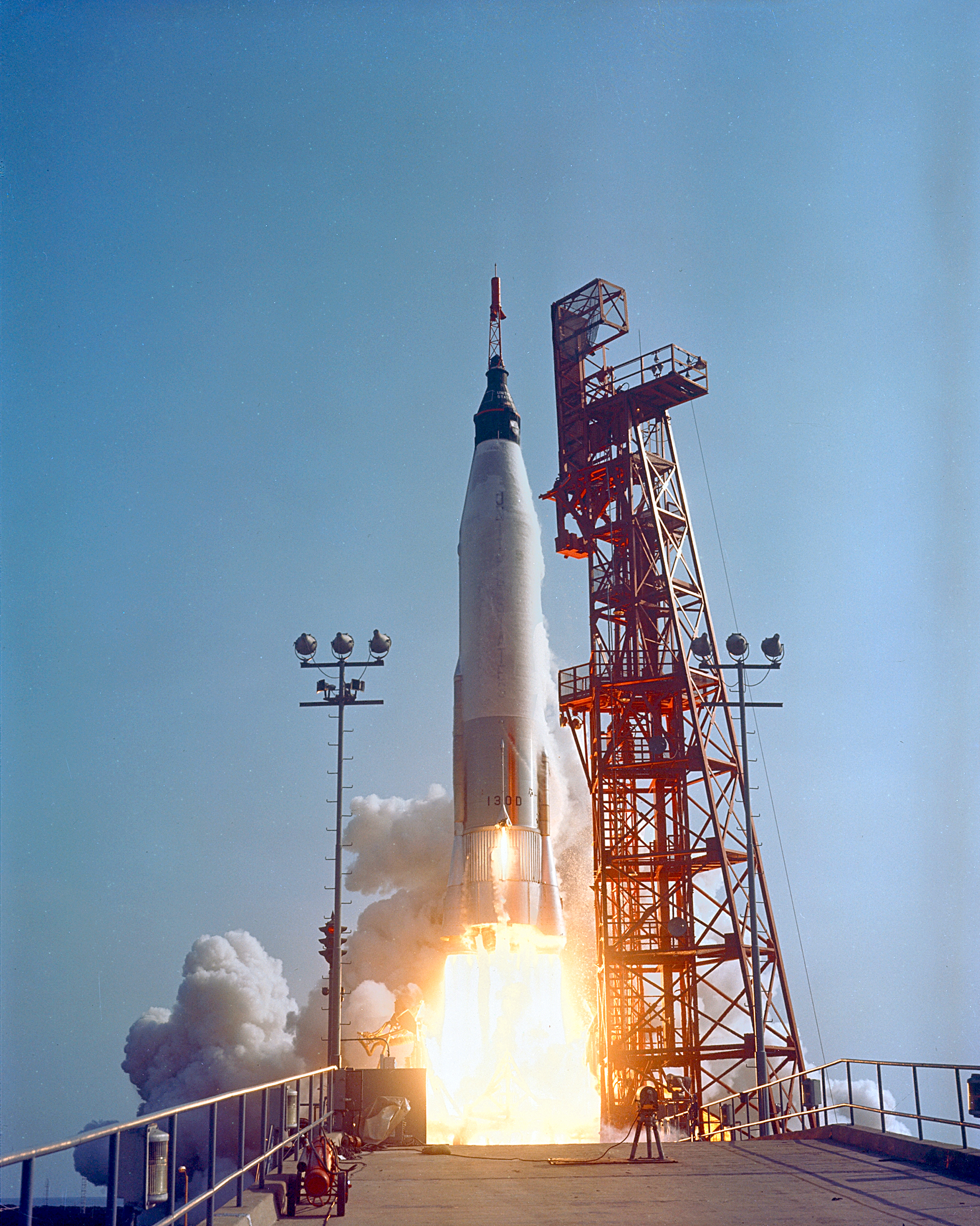
A missão Mercury-Atlas 9 com a cápsula Faith 7 no topo e Cooper em seu interior é lançada de Cabo Canaveral.

Cooper foi designado para o último voo, Mercury-Atlas 9, mas por causa de seu temperamento muitas vezes questionador ele não era alguém muito popular entre a direção, que chegou a considerar sua seleção como um grande erro de julgamento. Uma entrevista que havia dado reclamando sobre o pagamento da NASA, a atitude descontraída e despojada com que se portava e mesmo seu difícil sotaque de Oklahoma não ajudavam. Slayton relembrou o fato à época: "Cooper era um piloto capaz e podia fazer o trabalho, então o recomendei para o voo. Houve vários resmungos no quartel-general da agência com isso e Slayton pediu uma decisão: ou voamos Cooper agora ou o mandamos imediatamente de volta para a Força Aérea porque não é justo mantermos o homem aqui se ele não vai voar". A NASA não queria mandar um de seus heróis públicos de volta para a USAF sem ir ao espaço, assim sua escolha para o último voo foi anunciada em novembro de 1962, com Alan Shepard como seu reserva.
Cooper quase perdeu a oportunidade de fazer o voo sendo substituído por Shepard, mais uma vez por seu temperamento, ao ter uma discussão com o vice-administrador da NASA, Walter Williams sobre mudanças de última hora em seu traje espacial pressurizado, para introduzir nele um nova sonda médica, seguindo-se a isso uma balbúrdia sonora no Hangar S de Cabo Canaveral ligando a pós-combustão de um jato Convair F-102. Williams disse a Slayton, o chefe do departamento dos astronautas, que se preparasse para substituir Cooper por Shepard, mas depois de uma conversa franca decidiram não fazer a mudança, mas sem deixar Cooper saber imediatamente. Slayton disse a ele que Williams ainda estava procurando quem havia feito a bagunça no Hangar S para impedi-lo de voar. De acordo com Cooper, mais tarde Slayton lhe confidenciou que o presidente John Kennedy interveio pessoalmente com a direção da NASA para garantir o seu voo.
Ele foi pela primeira vez ao espaço em 15 de maio de 1963, no último voo do Projeto Mercury, e em seu voo quebrou todos os recordes de permanência no espaço, passando um total de 34 horas, 19 minutos e 49 segundos e um total de 22 órbitas em volta da Terra, mais que todos os voos anteriores da Mercury juntos, sendo o primeiro astronauta a dormir, não apenas em órbita, mas na plataforma de lançamento, durante a contagem regressiva. Numa época de "primeiros" na corrida espacial, ele também foi o primeiro astronautas cujas imagens a bordo foram televisionadas para a Terra. A nave alcançou a altitude de 250 km de apogeu durante a órbita e por ela cobrir quase toda a extensão do planeta entre 33° norte e 33° sul, um total de 28 navios, 171 aeronaves e 18 000 pessoas foram colocadas de prontidão em vários pontos do globo em apoio à missão. Durante o voo ocorreram vários problemas técnicos, como uma perda de potência que fez o nível de dióxido de carbono começar a subir tanto na cabine quanto em seu traje pressurizado e a temperatura interna na cápsula subiu para 54°C. Os relógios e os giroscópios começaram a falhar mas o rádio funcionava, permitindo a Cooper se comunicar com o controle em terra. Como todas as outras cápsulas do programa Mercury, a Faith 7 foi construída para ter controle automático total da Terra, o que reduzia os astronautas a bordo a meros passageiros, uma decisão bastante controversa e criticada pelos pilotos. Mas a eletrônica da nave tinha pifado e agora Cooper a tinha completamente nas mãos, sob seu comando. Ele começou a se guiar pelas estrelas, tomou o controle manual e calculou com sucesso o ângulo da reentrada na atmosfera, ligando os retrofoguetes no momento certo; a cápsula pousou em segurança no mar perto dos navios de resgate. Ele foi transportado ainda dentro dela para o convés do porta-aviões USS Kearsarge e usou parafusos explosivos para explodir e abrir a escotilha permitindo sua saída. Após o voo os engenheiros inspecionaram as causas dos problemas elétricos no final do voo mas nenhuma falha foi encontrada nas ações de Cooper.

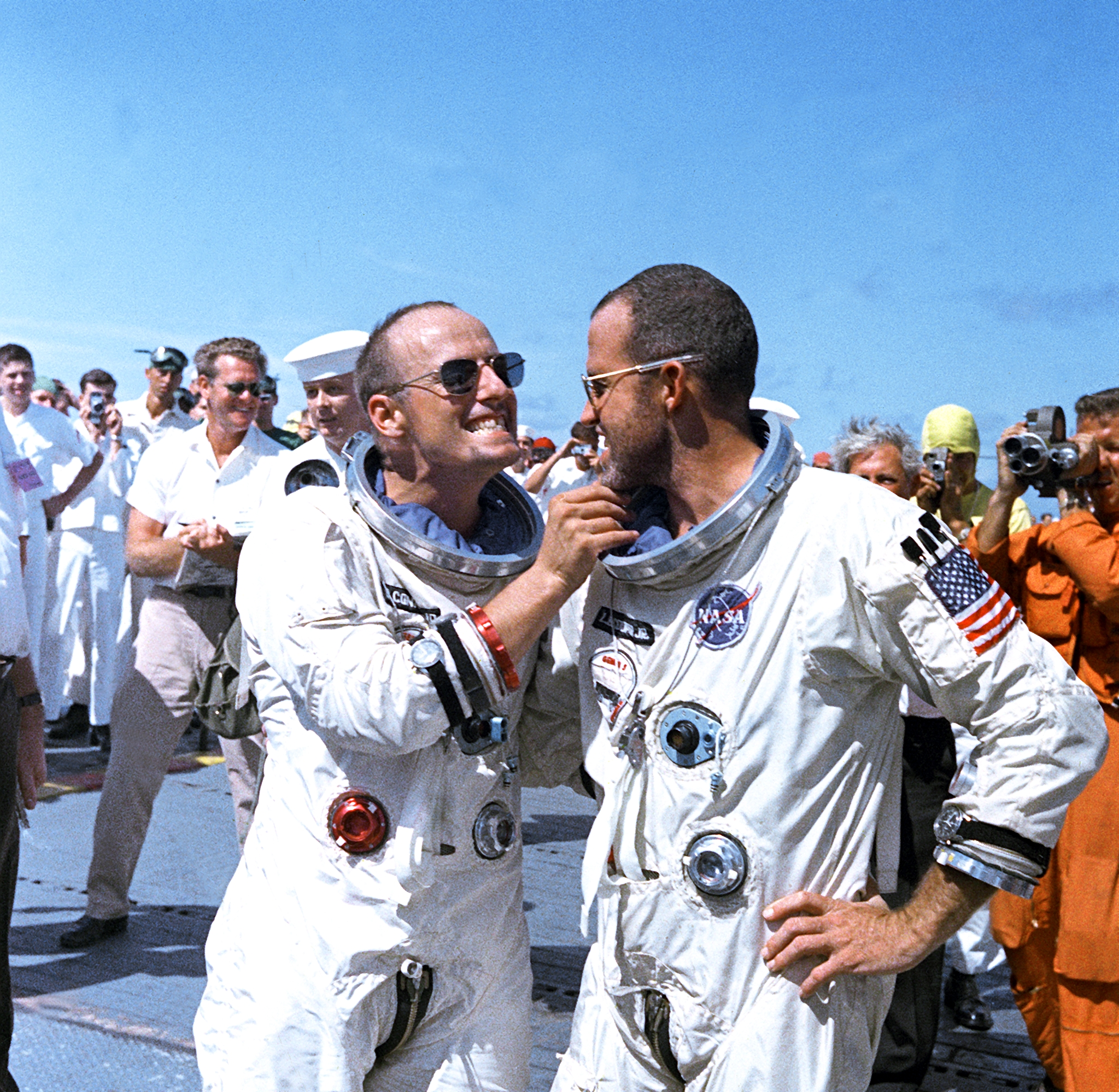
Conrad (esq) e Cooper no convoo do após a missão da Gemini V

#### Gemini
Dois anos depois, em 21 de agosto de 1965, Cooper voltou ao espaço comandando a nave Gemini V, num voo de oito dias e 120 órbitas em volta da Terra, ao lado do astronauta Pete Conrad – que comandaria a Apollo 12 e seria o terceiro homem a pisar na Lua - demonstrando pela primeira vez que astronautas poderiam suportar um longo período na falta de gravidade, experiência fundamental para testar a capacidade do homem de adaptação ao espaço pelo tempo necessário de  uma viagem de ida e volta à Lua. Esta foi a primeira vez que um astronauta americano entrava em órbita pela segunda vez – Gus Grisson, que comandou a missão anterior, Gemini IV, fez apenas um voo suborbital no projeto Mercury –  e foi a primeira missão a ter uma insígnia própria, desenhada por Cooper e Conrad, o que a partir  daí se tornou uma tradição nas missões espaciais.
Originalmente, a Gemini V estava planejada para fazer uma acoplagem em órbita com o estágio de um foguete Agena que seria lançado antes mas a manobra foi adiada para uma missão posterior por causa de defeitos descobertos no foguete antes do lançamento. Mesmo assim, Cooper praticou a acoplagem levando a espaçonave a pontos pré-determinados do espaço, aumentando a confiança na NASA de que seria possível fazer uma acoplagem entre duas naves em órbita, mais especialmente uma acoplagem em órbita lunar. Cooper e Conrad puderam realizar quase todas as experiências científicas planejadas, a maioria delas ligada à fotografias em órbita. O voo foi abreviado após o aparecimento do furacão Betsy na área planejada para ao pouso; Cooper ligou os retrofoguetes na 120ª órbita para a reentrada mas a espaçonave pousou a 120 km do alvo; um erro do computador estabeleceu a rotação da Terra como de 360° por dia quando na verdade é de 360,98°, o que faz uma grande diferença para uma espaçonave. O erro teria sido ainda maior se ele não tivesse notado o problema quando o mostrador de reentrada indicou que eles estavam muito altos e tentou compensar tentou compensar aumentando o ângulo de 53° para 90° para a esquerda para aumentar o arrasto. Foram muito minutos na água ate eles serem alcançados pelas equipes de apoio do USS Lake Champlain. Depois desta missão ele ainda participaria do programa Gemini, atuando como comandante-reserva de Eugene Cernan na Gemini XII, a última missão do programa.

#### Apollo

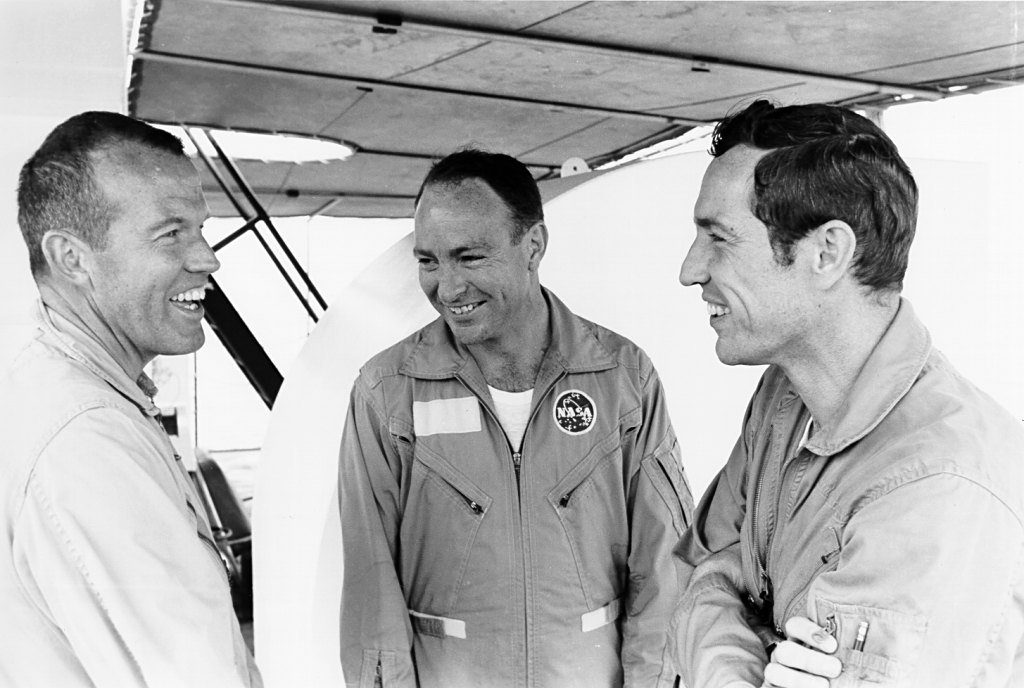
Cooper (esq.) com Edgar Mitchell e Donn Eisele, a tripulação reserva da Apollo 10 durante treinamento de sobrevivência no mar, em abril de 1969.

Cooper foi designado para o comando reserva da Apollo 10. De acordo com o rodízio feito pela NASA entre as tripulações, isso o colocava como próximo comandante da Apollo 13. Entretanto, quando Alan Shepard, o Chefe do Departamento de Astronautas, recuperou o status de voo, Slayton substituiu Cooper por Shepard para o comando desta missão. A missão posteriormente virou a Apollo 14 para dar a Shepard mais tempo para treinar. A perda deste comando colocou Cooper no fim da fila do rodízio, significando que ele só voaria numa das últimas missões programadas, se viesse a voar em alguma. Slayton alegou que Cooper tinha tido uma atitude negligente durante o programa Gemini; durante os preparativos para a Gemini V outros astronautas tiveram que convencê-lo a treinar no simulador. Porém, de acordo com Walter Cunningham, Cooper e Scott Carpenter foram os únicos astronautas a frequentarem de maneira consistente as aulas de geologia. Mais tarde Slayton declarou que nunca teve a intenção de incluir Cooper no rodízio e que só o escalou como comandante reserva da Apollo 10 pela falta de astronautas com experiência de comando naquele momento; ele teria uma pequena chance de ter o comando da Apollo 13 se fizesse um grande trabalho como reserva da Apollo 10, o que, na avaliação de Slayton, ele não o fez.

### Pós-NASA
Desanimado com sua carreira de astronauta, Gordon Cooper retirou-se da NASA e da Força Aérea – com a patente de coronel – em 31 de julho de 1970, ainda durante os voos do programa Apollo, acumulando 222 horas no espaço.  Divorciou-se de Trudy pouco depois e casou-se novamente, com a professora Suzan Taylor, em 1972, com quem teve duas filhas e ficou casado até a morte. Depois da carreira na NASA trabalhou em várias empresas da iniciativa privada, inclusive na Disney, onde foi o vice-presidente de pesquisa e desenvolvimento para o Epcot Center. No fim da vida ele foi acometido pelo Mal de Parkinson e morreu de ataque cardíaco em 2004, em sua casa em Ventura, na Califórnia, aos 77 anos de idade.
Parte de suas cinzas, juntas com mais de 206 pessoas, foram lançadas ao espaço do Novo México em 2007 por um foguete de uma companhia privada e após um voo suborbital em sua memória a cápsula contendo as cinzas caiu de volta na Terra como planejado, mas foi inicialmente perdida por cair entre as montanhas, sendo recuperada apenas após semanas de buscas e entregues novamente à família. Elas foram novamente enviadas ao espaço em 2008 na missão privada Explorers mas se perderam quando o foguete Falcon 1 explodiu dois minutos após o lançamento. Em 22 de maio de 2012, outra porção das cinzas de Cooper, junto com as de 308 outras pessoas, foi lançada ao espaço na espaçonave não-tripulada Dragon C2+, da Space X, que acoplou-se na Estação Espacial Internacional. O segundo estágio do foguete Falcon 9 com a caixinha com as cinzas permaneceu na primeira órbita destinada para a Dragon antes do encontro com a ISS, e foi queimado durante a reentrada na atmosfera um mês depois, como planejado.

## Na cultura popular
A carreira de Gordon Cooper e sua personalidade incomum e atraente foram descritas no filme The Right Stuff (1983), onde ele foi vivido pelo ator Dennis Quaid. Ele acompanhou a produção de perto e cada frase dita por Quaid no filme faz parte da coleção de frases originais de Cooper. O ator e o astronauta se encontraram antes das filmagens e Quaid aprendeu todos os maneirismos de Cooper, cortando e tingindo seu cabelo igual ao usado por Gordon nos anos 1950 e 1960.
Em 1998 Cooper foi vivido por Robert C. Treveiler na minissérie From the Earth to the Moon, da HBO, e em 2015 por Bret Harrison na minissérie The Astronauts Wiwes Club, da ABC, sobre a vida das esposas dos astronautas durante os primórdios do programa espacial norte-americano.
Quando estava no espaço, Cooper anotou uma série de manchas escuras avistadas no Mar do Caribe e acreditou que essas anomalias eram destroços de navios no fundo do mar. Em 2017, o Discovery Channel levou ao ar a série-documentário Cooper's Treasure, onde Darrell Miklos, um explorador amigo de Cooper, segue as gravações e anotações do astronauta em busca dos pretensos destroços submarinos. Uma das maiores homenagens que recebeu, ainda durante sua carreira, foi dar nome à personagem "Gordon Tracy", da popular série de tv Os Thunderbirds, de 1965.